# Elk River (Minnesota)
Elk River – miasto w Stanach Zjednoczonych, w stanie Minnesota, w hrabstwie Sherburne.